# Denquieras
Denquieras (em denquiera: Denkyira, Dankyira, Denkera, Denkyera ou Kankyira) são uma das maiores subdivisões dos povos acãs e habitam a fronteira entre as regiões Central e Ocidental no Gana. Formaram um reino que até 1701 foi dominante entre os acãs. Nesta data, Osei Tutu I dos axantes conquistou seu país. Os denquieras se rebelaram em 1711 contra o Império Axante, mas foram derrotados e não reocuparam sua antiga posição. Segundo estimado em 1999, há 85 000 denquieras.